# Associazione Calcio Reggiana 1986-1987
Questa voce raccoglie le informazioni riguardanti l'Associazione Calcio Reggiana nelle competizioni ufficiali della stagione 1986-1987.

## La stagione
Il presidente Giovanni Vandelli vuole vendere la Reggiana, si forma una cordata di imprese reggiane, ma alla fine non se ne fa nulla. Col nuovo allenatore Nello Santin dalla Pistoiese arriva il duo Luigi Apolloni e Paolo Perugi. Il primo finirà al Parma in serie A e in Nazionale. Dall'Udinese arriva a Reggio l'esterno Loris Dominissini, dal Torino la punta Alessandro Bonesso. Viene anche ingaggiato la mezzala Mark Tullio Strukely dalla Roma, che un lungo e gravissimo infortunio aveva allontanato dai campi di calcio. Ma non riuscirà più a giocare. Se ne vanno Maurizio Scarsella (al Messina) e Angelo Di Livio (alla Nocerina, finirà alla Juventus). A campionato iniziato arriva dalla Rondinella il mediano Antonio Di Curzio. A novembre vengono acquistati il centrocampista Walter De Vecchi (già al Milan dello scudetto del 1979) e Marco Macina, attaccante (già al Bologna).
La Reggiana lotta con le prime, chiude al terzo posto con 22 punti il girone di andata, ma il pareggio con la capolista Padova (0-0), del 22 febbraio del 1987 e la sconfitta di Piacenza (1-0) il 5 aprile, frena le ambizioni di promozione. Si chiude il torneo con un dignitoso terzo posto alle spalle delle promosse Piacenza e Padova. Nella Coppa Italia nazionale la Reggiana disputa il terzo girone di qualificazione, che vede promosse agli ottavi la Juventus e la Cremonese, i granata vi ottengono solo due pareggi. Nella Coppa Italia di Serie C la Reggiana nei sedicesimi supera la Spal, negli ottavi supera la Centese, nei quarti viene eliminata dal Livorno.

## Divise e sponsor
| Casa |

## Rosa
| N. |                   | Ruolo | Calciatore         |
| -- | ----------------- | ----- | ------------------ |
|    | Italia (bandiera) | D     | Saverio Albi       |
|    | Italia (bandiera) | D     | Luigi Apolloni     |
|    | Italia (bandiera) | C     | Mario Bandini      |
|    | Italia (bandiera) | D     | Lucio Bondavalli   |
|    | Italia (bandiera) | A     | Alessandro Bonesso |
|    | Italia (bandiera) | D     | Pino Cocca         |
|    | Italia (bandiera) | A     | Sergio D'Agostino  |
|    | Italia (bandiera) | C     | Walter De Vecchi   |
|    | Italia (bandiera) | C     | Antonio Di Curzio  |
|    | Italia (bandiera) | C     | Loris Dominissini  |
|    | Italia (bandiera) | C     | Dario Donà         |
|    | Italia (bandiera) | P     | Nico Facciolo      |

| N. |                   | Ruolo | Calciatore        |
| -- | ----------------- | ----- | ----------------- |
|    | Italia (bandiera) | A     | Claudio Ferretti  |
|    | Italia (bandiera) | A     | Marco Macina      |
|    | Italia (bandiera) | D     | Claudio Mandotti  |
|    | Italia (bandiera) | C     | Ernesto Peroncini |
|    | Italia (bandiera) | C     | Paolo Perugi      |
|    | Italia (bandiera) | A     | Roberto Pizzetti  |
|    | Italia (bandiera) | P     | Pietro Santinelli |
|    | Italia (bandiera) | C     | Enzo Scarpa       |
|    | Italia (bandiera) | C     | Giovanni Soncin   |
|    | Italia (bandiera) | A     | Mario Tavaglione  |
|    | Italia (bandiera) | D     | Domenico Tanzi    |
|    | Italia (bandiera) | C     | Andrea Zanuttig   |

## Risultati

### Serie C1

#### Girone di andata
| Arbitro: | Boemo (Cervignano del Friuli) |

|                         |           |  |
| Tintisona 22’ Tinti 44’ | Marcatori |  |

| Reggio Emilia 28 settembre 1986 2ª giornata | Reggiana       | 0 – 0 | Monza | Stadio Mirabello\| Arbitro: \| Bruni (Arezzo) \| |
| Arbitro:                                    | Bruni (Arezzo) |       |       |                                                  |

| Fano 5 ottobre 1986 3ª giornata | Fano                   | 0 – 0 | Reggiana | Stadio Borgo Metauro\| Arbitro: \| Calabretta (Catanzaro) \| |
| Arbitro:                        | Calabretta (Catanzaro) |       |          |                                                              |

| Arbitro: | Satariano (Palermo) |

|                      |           |  |
| Scarpa 42’, 68’, 71’ | Marcatori |  |

| Arbitro: | Trentalange (Torino) |

|                    |           |  |
| Apolloni 8’ (aut.) | Marcatori |  |

| Arbitro: | Telegrafo (Taranto) |

|             |           |            |
| Bonesso 21’ | Marcatori | 59’ Araldi |

| Arbitro: | Stafoggia (Pesaro) |

|              |           |                         |
| Del Nero 39’ | Marcatori | 55’ Zanuttig 60’ Macina |

| Arbitro: | Boggi (Salerno) |

|             |           |  |
| Bonesso 11’ | Marcatori |  |

| Firenze 16 novembre 1986 9ª giornata | Rondinella       | 0 – 0 | Reggiana | Stadio Gino Bozzi\| Arbitro: \| Da Ros (Treviso) \| |
| Arbitro:                             | Da Ros (Treviso) |       |          |                                                     |

| Arbitro: | Beschin (Legnago) |

|           |           |             |
| Scarpa 4’ | Marcatori | 53’ Fontana |

| Arbitro: | Grechi (Milano) |

|  |           |            |
|  | Marcatori | 53’ Macina |

| Arbitro: | Quartuccio (Torre Annunziata) |

|                           |           |          |
| D'Agostino 13’ Macina 67’ | Marcatori | 68’ Doni |

| Arbitro: | Cucchiara (Bari) |

|            |           |                                      |
| Fabbri 52’ | Marcatori | 22’ D'Agostino 34’ Soncin 87’ Perugi |

| Reggio Emilia 21 dicembre 1986 14ª giornata | Reggiana        | 0 – 0 | Virescit Bergamo | Stadio Mirabello\| Arbitro: \| Boggi (Salerno) \| |
| Arbitro:                                    | Boggi (Salerno) |       |                  |                                                   |

| Arbitro: | Calabretta (Catanzaro) |

|               |           |  |
| De Vecchi 29’ | Marcatori |  |

| Arbitro: | Satariano (Palermo) |

|                  |           |  |
| Salvi 45’ (rig.) | Marcatori |  |

| Arbitro: | Trentalange (Torino) |

|                                     |           |            |
| D'Agostino 23’ (rig.) De Vecchi 37’ | Marcatori | 7’ Morucci |

#### Girone di ritorno
| Arbitro: | Bruni (Arezzo) |

|               |           |  |
| D'Agostino 9’ | Marcatori |  |

| Monza 1º febbraio 1987 19ª giornata | Monza               | 0 – 0 | Reggiana | Stadio Gino Alfonso Sada\| Arbitro: \| Bailo (Novi Ligure) \| |
| Arbitro:                            | Bailo (Novi Ligure) |       |          |                                                               |

| Arbitro: | Monni (Sassari) |

|                       |           |  |
| D'Agostino 19’ (rig.) | Marcatori |  |

| Cento 15 febbraio 1987 21ª giornata | Centese          | 0 – 0 | Reggiana | Stadio Loris Bulgarelli\| Arbitro: \| Fiorenza (Siena) \| |
| Arbitro:                            | Fiorenza (Siena) |       |          |                                                           |

| Reggio Emilia 22 febbraio 1987 22ª giornata | Reggiana            | 0 – 0 | Padova | Stadio Mirabello\| Arbitro: \| Ceccarini (Livorno) \| |
| Arbitro:                                    | Ceccarini (Livorno) |       |        |                                                       |

| Arbitro: | Sanguineti (Chiavari) |

|              |           |                         |
| Landonio 32’ | Marcatori | 27’ D'Agostino 50’ Donà |

| Arbitro: | Boggi (Salerno) |

|                |           |  |
| D'Agostino 29’ | Marcatori |  |

| Arbitro: | Calabretta (Catanzaro) |

|  |           |            |
|  | Marcatori | 50’ Macina |

| Arbitro: | Telegrafo (Taranto) |

|                                         |           |                                     |
| D'Agostino 30’ (rig.), 54’ Mandotti 79’ | Marcatori | 34’ Mitri 60’ Calderini 86’ Labardi |

| Arbitro: | Stafoggia (Pesaro) |

|               |           |  |
| Simonetta 60’ | Marcatori |  |

| Arbitro: | Arena (Ercolano) |

|                          |           |  |
| D'Agostino 6’ Scarpa 53’ | Marcatori |  |

| Arbitro: | Di Gennaro (Ercolano) |

|                         |           |                    |
| Doni 25’ Fermanelli 38’ | Marcatori | 24’, 44’ De Vecchi |

| Arbitro: | Arcangeli (Terni) |

|               |           |  |
| Di Curzio 69’ | Marcatori |  |

| Bergamo 17 maggio 1987 31ª giornata | Virescit Bergamo | 0 – 0 | Reggiana | Stadio Comunale\| Arbitro: \| Fiorenza (Siena) \| |
| Arbitro:                            | Fiorenza (Siena) |       |          |                                                   |

| Arbitro: | Beschin (Legnago) |

|              |           |  |
| Ferretti 15’ | Marcatori |  |

| Arbitro: | Grechi (Milano) |

|                |           |            |
| D'Agostino 66’ | Marcatori | 73’ Fusini |

| Arbitro: | Ceccarini (Livorno) |

|                      |           |  |
| Mutti 24’ Groppi 71’ | Marcatori |  |

### Coppa Italia

#### Primo turno
| Reggio Emilia 24 agosto 1986 1ª giornata | Reggiana           | 0 – 0 | Monza | Stadio Mirabello\| Arbitro: \| Di Cola (Avezzano) \| |
| Arbitro:                                 | Di Cola (Avezzano) |       |       |                                                      |

| Arbitro: | Testa (Prato) |

|  |           |                        |
|  | Marcatori | 31’ (rig.), 68’ Vialli |

| Arbitro: | Baldas (Trieste) |

|                                           |           |                |
| Laudrup 5’ Serena 6’, 57’ Manfredonia 37’ | Marcatori | 55’ Tavaglione |

| Arbitro: | Amendolia (Messina) |

|           |           |            |
| Tanzi 84’ | Marcatori | 39’ Panero |

| Arbitro: | Nicchi (Arezzo) |

|                                |           |  |
| Pelosi 1’, 53’ Albi 78’ (aut.) | Marcatori |  |

### Coppa Italia Serie C

#### Fase a eliminazione diretta
| Arbitro: | Lo Russo (Milano) |

|  |           |              |
|  | Marcatori | 48’ Pizzetti |

| Arbitro: | Grechi (Milano) |

|                                 |           |                   |
| Dominissini 48’ C. Ferretti 61’ | Marcatori | 76’ (rig.) Baiesi |

| Cento 4 febbraio 1987 Ottavi di finale - Andata | Centese | 0 – 0 | Reggiana | Stadio Loris Bulgarelli |

| Reggio Emilia 18 febbraio 1987 Ottavi di finale - Ritorno | Reggiana | 1 – 0 | Centese | Stadio Mirabello |

| Arbitro: | Lombardi (Siena) |

|             |           |                         |
| Bonesso 57’ | Marcatori | 50’ D'Este 88’ Marocchi |

| Arbitro: | De Angelis (Civitavecchia) |

|                        |           |  |
| D'Este 45’ Dondoni 62’ | Marcatori |  |